# Tasmaniosoma alces
Tasmaniosoma alces (лат.) — вид двупарноногих многоножек из семейства Dalodesmidae отряда  многосвязов (Polydesmida). Эндемик Тасмании (Австралия). Встречаются в восточной части острова (Triabunna).

## Описание
Длина самцов 16 мм, ширина около 2 мм (самки не найдены). Красновато-коричневые. Обитают в подстилочном слое эвкалиптового леса, под корнями и под корой. Тело состоит из 19 сегментов (у ювенильных особей меньше). Метатергиты без туберкул. Тергиты в средней части тела примерно вдвое шире своей длины. Дорсальная бороздка отсутствует. Голова крупная и округлая; глаз нет. Телоподы выглядят как обычные ноги. От близкого вида Tasmaniosoma armatum, с которым вероятно симпатричен, отличается строением гениталий. Впервые вид был описан в 2010 году австралийским зоологом  Робертом Месибовым (Robert Mesibov, Queen Victoria Museum and Art Gallery, Лонсестон, Тасмания, Австралия).